# Francesca Di Giovanni
Francesca Di Giovanni (Palermo, Itália, 24 de março de 1953) é uma jurista italiana e funcionária da Cúria na Secretaria de Estado da Santa Sé.
Francesca Di Giovanni estudou direito e completou sua formação como notário. Depois trabalhou na administração do Centro Internacional do Movimento dos Focolares. Em 15 de setembro de 1993, entrou ao serviço da Secretaria de Estado da Santa Sé, onde trabalhou no campo das relações multilaterais. Seu campo de atividade inclui questões de refugiados e migração, bem como questões nas áreas de direitos humanos internacionais, comunicações, direito privado, a posição das mulheres, questões de direitos autorais e turismo.
Em 15 de janeiro de 2020, o Papa Francisco a nomeou subsecretária para as Relações Multilaterais na Seção de Relações com os Estados da Secretaria de Estado da Santa Sé.